# Augustin Farah
Augustin Farah (* 4. Mai 1910 in Kara, Libanon; † 31. März 1983) war Erzbischof der Melkitischen Griechisch-Katholischen Kirche.

## Kirchliche Laufbahn
Am 8. September 1937 empfing er die Priesterweihe. 
Farah wurde am 7. März 1961 zum Bischof von Tripoli berufen. Die Bischofsweihe spendete ihm der Patriarch von Antiochia, Maximos IV. Sayegh  SMSP, am 18. Juni 1961. Mitkonsekratoren waren die Erzbischöfe Philippe Nabaa von Beirut und Jbeil und Athanase Ach-Chear BC von Banyas. Als die Eparchie Tripoli zur Erzdiözese erhoben wurde, erhielt er am 18. November 1964 den Titel eines Erzbischofs. Zwischen 1962 und 1965 nahm er als Konzilsvater an allen vier Sitzungsperioden des Zweiten Vatikanischen Konzils teil. 1965 war er kurzzeitig Apostolischer Administrator des Patriarchalvikariats für Jerusalem im Melkitischen Patriarchat von Antiochien. Am 25. August 1977 übernahm er, als Nachfolger von Jean Bassoul, die Erzeparchie Zahlé und Furzol und leitete diese bis zu seinem Tod am 31. März 1983. Sein Nachfolger wurde André Haddad BS.